# Ramon Magsaysay (Zamboanga del Sur)
Ramon Magsaysay is een gemeente in de Filipijnse provincie Zamboanga del Sur op het eiland Mindanao. Bij de laatste census in 2007 had de gemeente ruim 25 duizend inwoners.

## Geografie

### Bestuurlijke indeling
Ramon Magsaysay is onderverdeeld in de volgende 27 barangays:
| - Bagong Opon - Bambong Daku - Bambong Diut - Bobongan - Campo IV - Campo V - Caniangan - Dipalusan - Eastern Bobongan - Esperanza - Gapasan - Katipunan - Kauswagan - Lower Sambulawan | - Mabini - Magsaysay - Malating - Paradise - Pasingkalan - Poblacion - San Fernando - Santo Rosario - Sapa Anding - Sinaguing - Switch - Upper Laperian - Wakat |

## Demografie
Ramon Magsaysay had bij de census van 2007 een inwoneraantal van 25.321 mensen. Dit zijn 1.998 mensen (8,6%) meer dan bij de vorige census van 2000. De gemiddelde jaarlijkse groei komt daarmee uit op 1,14%, hetgeen lager is dan het landelijk jaarlijks gemiddelde over deze periode (2,04%). Vergeleken met de census van 1995 is het aantal mensen met 2.526 (11,1%) toegenomen.

De bevolkingsdichtheid van Ramon Magsaysay was ten tijde van de laatste census, met 25.321 inwoners op 113,7 km², 222,7 mensen per km².